# Гозенпуд Матвій Якимович
Матвій Якимович Гозенпуд (8 (21) травня 1903, Київ — 17 лютого 1961, Новосибірськ) — композитор, піаніст і педагог.

## Біографія
У 1921 році закінчив Київську консерваторію (клас фортепіано Г. М. Беклемішева). Займався також у Ф. М. Блуменфельда, композицію вивчав у Р. М. Глієра (1918—1920). У 1933 році став Дипломантом Першого Всесоюзного конкурсу музикантів-виконавців у Москві.
З 1921 року — викладач, у 1935—1949 роках — професор Київської консерваторії (класи композиції і фортепіано). Одночасно, в 1923—1949 роках і в 1953 році, викладав гру на фортепіано в Київському музичному училищі. У 1951 році перейшов на роботу до Алма-Атинської консерваторії, у 1953—1961 роках — професор і керівник кафедри фортепіано Новосибірської консерваторії.

## Родина
Брат музикознавця Абрама Гозенпуда.

## Твори
- Опера — Лампа Аладдіна (1947)
- Для оркестру — 3 симфонії (1938, 1939, 1946)
- Епічна поема (друга редакція раніше написаної поеми «Котовський», 1950)
- 4 концерти для фортепіано з оркестром (1929—1953)
- Концерт для скрипки (1947)
- Уральська фантазія для фортепіано з оркестром (1942)
- 4 квартети (1931—1955)
- Квінтет для струнного квартету і фортепіано (1945)
- Твори для фортепіано (в тому числі, 4 сонати)
- Близько 50 романсів і пісень на слова О. Пушкіна, М. Лермонтова, А. Міцкевича, Л. Українки, М. Рильского, П. Тичини, Я. Коласа та ін.
- Хори[4]